# بطء التنفس
بطء التنفس (بالإنجليزية: Bradypnea أو Bradypnoea) هو أن يكون معدل التنفس بطيء بشكل غير طبيعي. ويعتمد معدل التنفس الذي يتم على أساسه تشخيص بطء التنفس على سن المريض.

## معدلات التنفس حسب الفئات العمرية
- 1-0 سنة < 30 نفس في الدقيقة
- 3-1 سنوات < 25 نفس في الدقيقة
- 12-3 سنوات < 20 نفس في الدقيقة
- 50-12 سنة < 12 نفس في الدقيقة
- 50 فما فوق < 13 نفس في الدقيقة

## الأعراض
- دوخة
- إغماء
- إعياء
- ضعف
- آلام في الصدر
- ضيق في التنفس
- خلل في الذاكرة أو الارتباك
- الشعور بالتعب بسهولة خلال أي نشاط بدني

## الأسباب
- تنكس أنسجة القلب بسبب الشيخوخة.

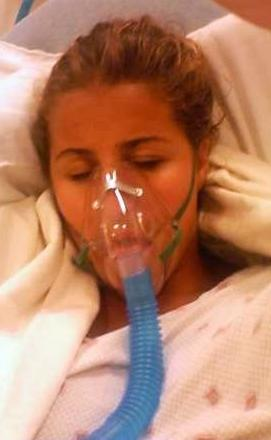
قناع العلاج بالأكسجين

- تلف أنسجة القلب بسبب النوبات القلبية أو أمراض القلب.
- ارتفاع ضغط الدم.
- خلل القلب الخلقي، وهو اضطراب موجود عند الولادة.
- عدوى أنسجة القلب المعروف أيضًا باسم التهاب عضلة القلب، ومضاعفات جراحة القلب.
- قصور الغدة الدرقية أو الغدة الدرقية غير النشطة.[3]
- عدم التوازن بين الكهارل اللازمة لتوصيل النبضات الكهربائية.
- انقطاع النفس الانسدادي النومي، وهو تكرار اضطراب التنفس أثناء النوم.
- الأمراض الالتهابية، مثل الذئبة أو الحمى الروماتيزمية.
- تراكم الحديد في الأعضاء، والمعروف باسم داء ترسب الأصبغة الدموية.
- الأدوية، مثل أدوية اضطرابات نظم القلب، فضلا عن أدوية ارتفاع ضغط الدم والأدوية المخدرة للألم قد تقلل أيضًا من معدل التنفس.

## العلاج
إذا كانت هناك حاجة إلى علاج عاجل، يتم إعطاء الأكسجين التكميلي للفرد. ويمكن أن تتراوح العلاجات من الجراحة لتصحيح الضغط داخل القحف، إلى البقاء في مرافق إعادة التأهيل لمشاكل الإدمان.

## أصل الكلمة والنطق
تستخدم كلمة bradypnea صيغة التركيب بين كلمتي brady- + -pnea من (اليونانية bradys بمعنى بطيء أو بطء + pnoia بمعنى التنفس. وتنطق براديبنيا/ˌbreɪdɪpˈniːə/ BRAY|dip|NEE|ə

## انظر أيضَا
- وتيرة التنفس
- ضيق النفس
- فرط التنفس